# 小威廉·布倫南
小威廉·約瑟夫·布倫南（1906年4月25日—1997年7月24日），美國最高法院大法官（1956年-1990年）。1956年获美国第34任总统德怀特·艾森豪威尔提名任此职，後來成為沃伦法院的自由派成員而廣為人知。他以直言不讳公开自己的自由主义、进步主义思想而闻名，包括明确反对死刑、支持女性堕胎权，是第14任首席大法官厄尔·沃伦的重要盟友。布伦南被认为是20世纪美国最高法院最具影响力的大法官之一。

## 早年生活
小威廉·約瑟夫·布倫南（William Joseph Brennan, Jr.）1906年4月25日出生于美国新泽西州的纽瓦克，在家里八个孩子中排行第二。他的父母亲是爱尔兰的移民。
1928年，布伦南本科毕业于美国宾夕法尼亚大学沃顿商学院、获经济学学士学位，而后于1931年以优异成绩毕业于哈佛大学法学院。

## 法律生涯早期
布伦南从哈佛法学院毕业后，在新泽西州的一家私人律师事务所（Pitney Hardin）从事劳工法相关的工作。第二次世界大战期间，布伦南曾与1942年-1945年参加美军，负责后勤军械部的一些法律工作，拥有上校军衔。
1949年，布伦南获得时任新泽西州州长Alfred E. Driscoll提名进入新泽西州高等法院（Superior Court）。1951年，Driscoll州长任命其担任新泽西州最高法院的法官。

## 美国最高法院

### 沃伦法院
1956年，布伦南获得美国第34任总统德怀特·艾森豪威尔提名，进入美国最高法院，成为沃伦法院（1953-1969年）的大法官。他以直言不讳公开自己的自由主义思想而闻名，包括明确反对死刑、支持女性堕胎权，是第14任首席大法官厄尔·沃伦的重要盟友，与休戈·布萊克、威廉·道格拉斯等一起作为沃伦法院的自由派力量。
1962-1963年间，布伦南在最高法院的助手包括理查德·波斯纳，这位助手日后成长为了法律经济学的创始人之一，被公认为历史上最具影响力的法学家之一、也是历史上文章被引用量最高的法学学者。
布伦南在布克诉卡尔案撰写的多数意见书协助确立了美国的“一人一票”民主选举制；而在纽约时报诉苏利文案中，他的意见书阐明了美国宪法第一修正案中言论自由的权利。

### 伯格和伦奎斯特法院
1969年，第14任首席大法官厄尔·沃伦退休后，布伦南又经历了伯格法院（沃伦·厄尔·伯格）和伦奎斯特法院（威廉·伦奎斯特）两任保守派首席大法官的美国最高法院。
1990年7月，他因轻微中风而辞去大法官之职，老布什总统提名戴维·苏特继任。

## 逝世
1997年7月24日，布伦南与美国弗吉尼亚州的阿灵顿去世，享年91岁，葬于阿灵顿国家公墓。

## 奖项荣誉
1993年11月30日，被美国总统比尔·克林顿授予总统自由勋章。